# Ascos

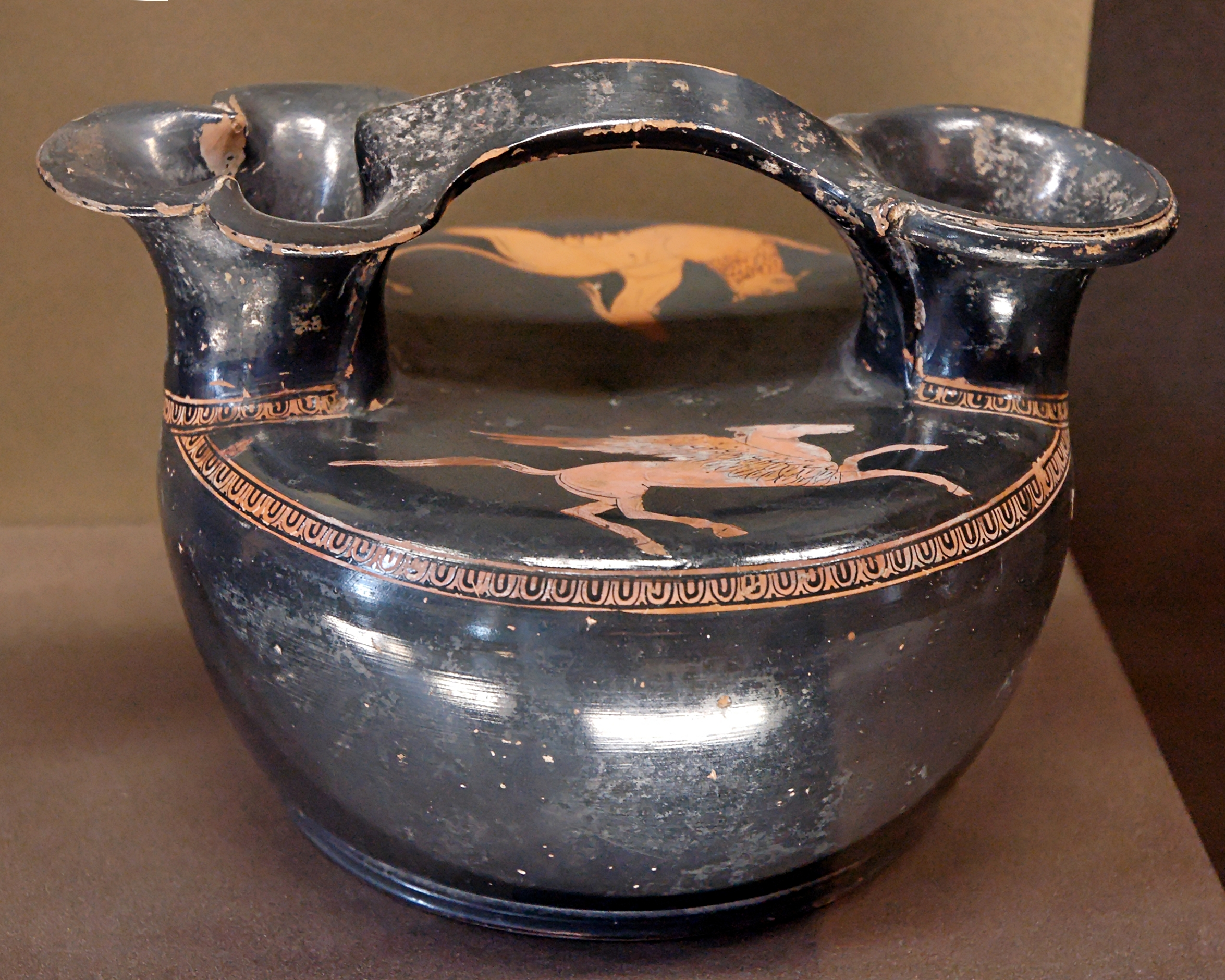
Ascos ático de figuras rojas, fechado en torno a 420-410 a. C., con decoración de Pegaso y una quimera. Museo del Louvre, París.

Un ascos o askos (en griego antiguo: ἀσκός  ‘bota, contenedor de vino hecho de piel’; plural askoi) también escrito ascó, es un recipiente de cerámica utilizado en la antigüedad para almacenar y verter líquidos, similar a un cántaro. Presenta una original forma plana, pico vertedor en uno de sus dos lados y una gran asa. 
Se utilizaban para guardar y verter aceite de oliva, miel, vinagre y vino. El nombre que se le da a este tipo de vasos es moderno y se basa en una palabra de la antigüedad que se refería a un recipiente para vino, ya que los vasos recuerdan en su exterior a muchos de estos recipientes. Se hacían generalmente de cuero y a menudo se las ve en las pinturas de cerámica llevadas por sátiros.
Es un recipiente pequeño, poco profundo y redondo con un fondo plano, un pico de cuello largo y un asa que se curva sobre el cuerpo. El tamaño y la forma indican que los ascos se utilizaban principalmente cuando era necesario verter una pequeña cantidad de líquido a la vez. Generalmente no hay espacio en ellos para decoraciones grandes.
Había muchos tipos diferentes de ascos. Algunos tenían forma de tronco, otros, por ejemplo, de anillo o de animal. Un subtipo de ascos es el guttus.

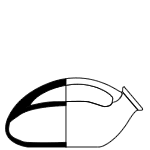
Interior y exterior de un ascos.
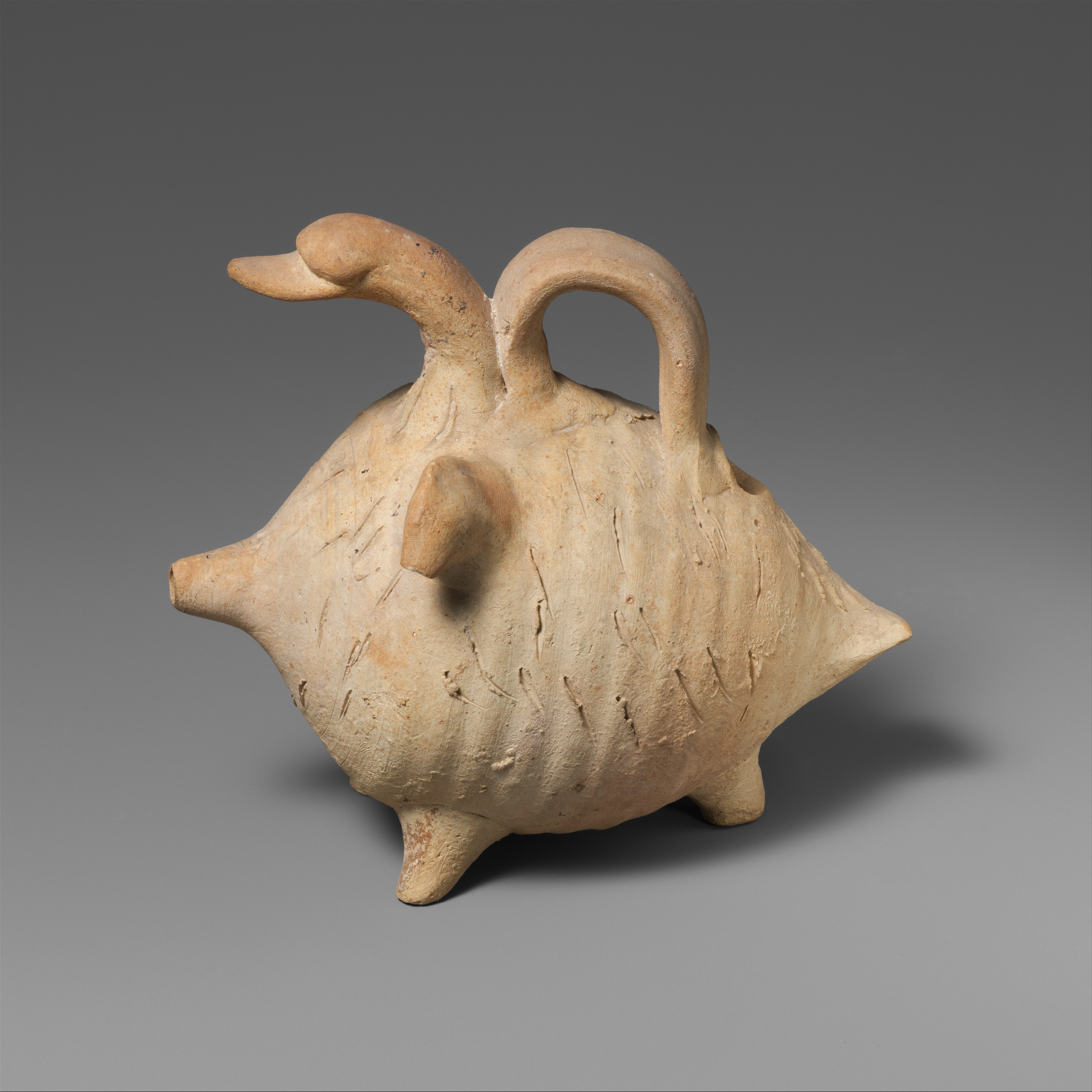
Ascos chipriota con forma de pato, aproximadamente entre 850 y 750 a. C.
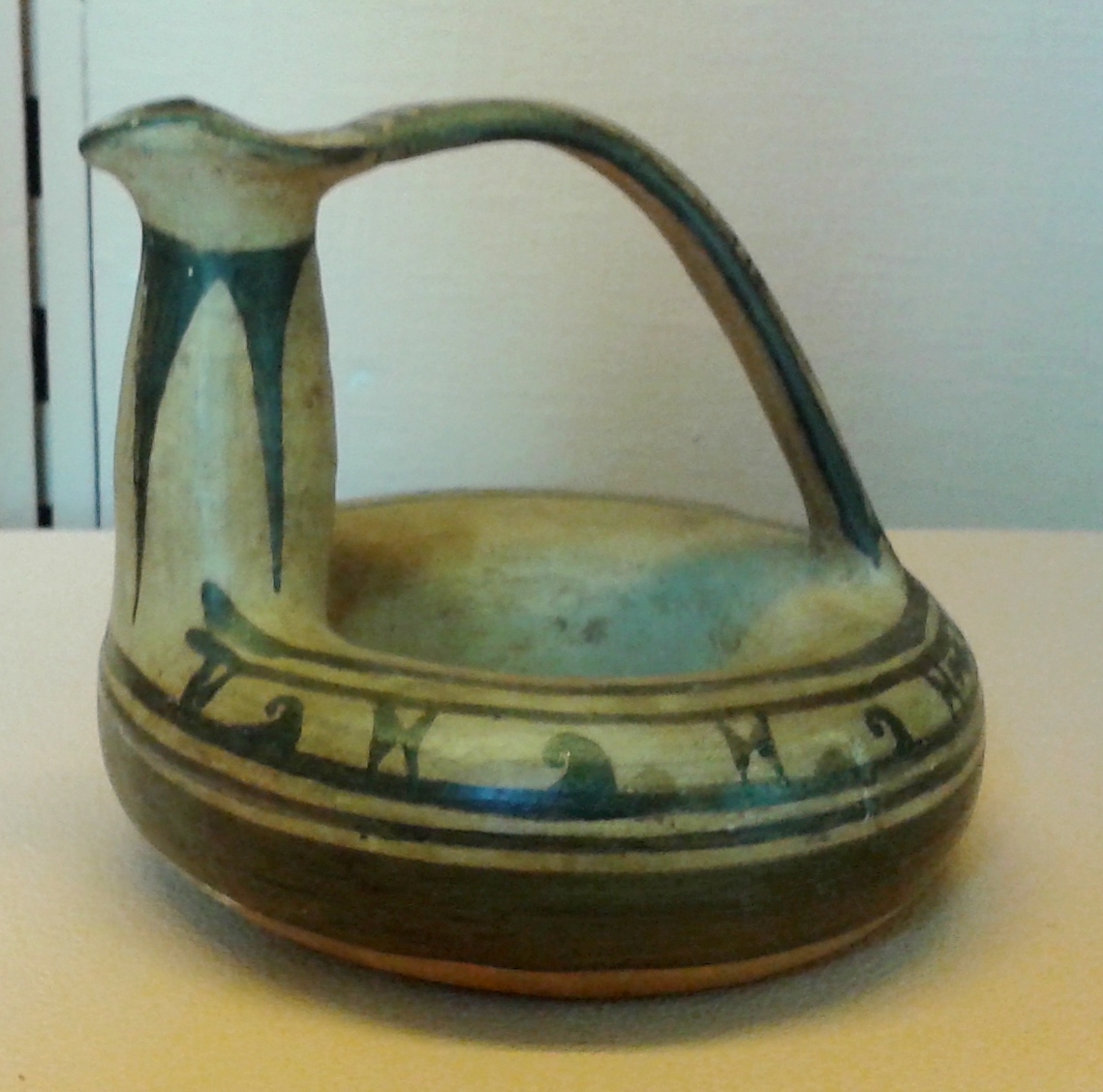
Vaso en forma de anillo de estilo protocorintio italiano, siglo VI a. C.
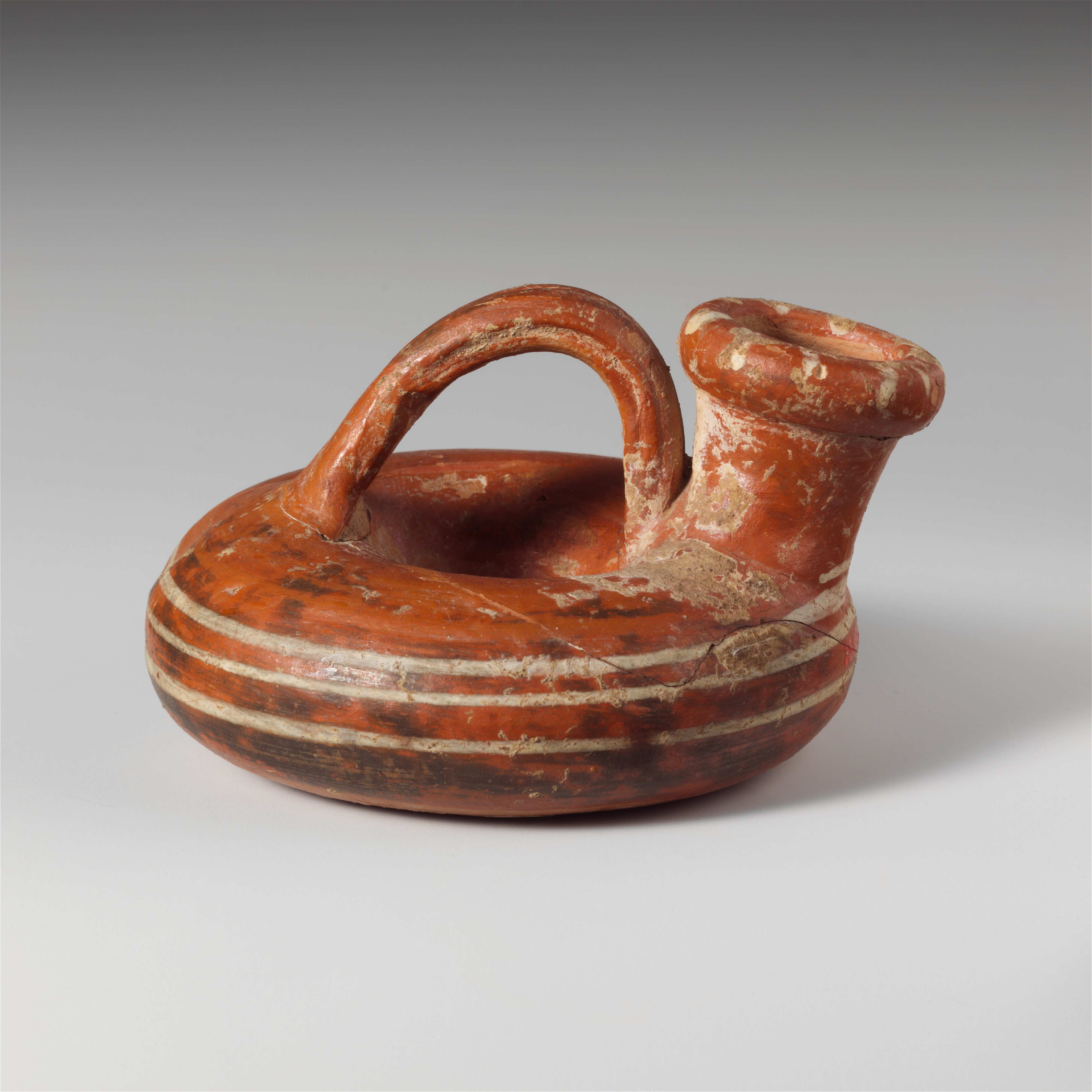
Receptáculo en forma de anillo lidio, Un askos en forma de pato de estilo ático, siglo V a.C.
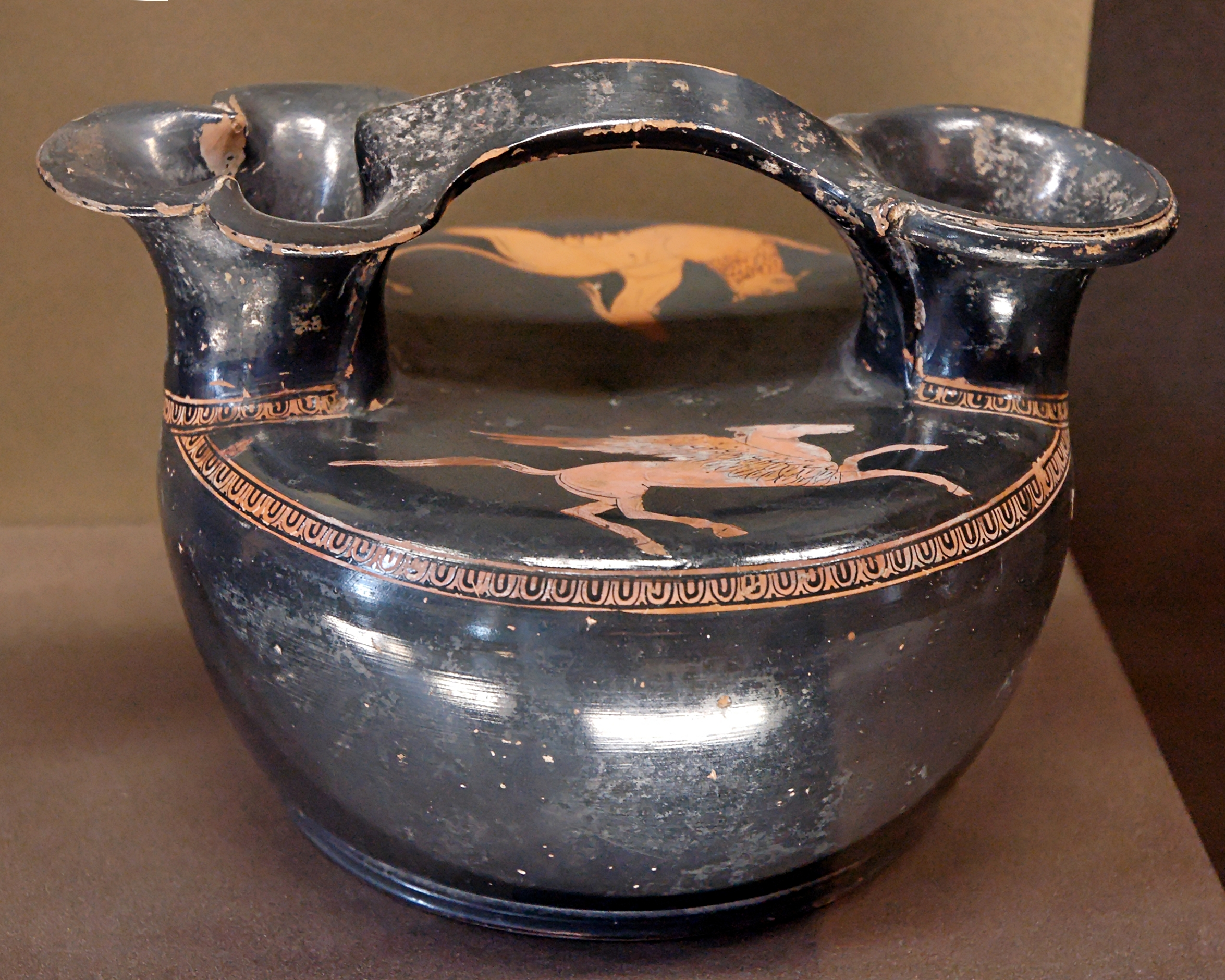
Ánfora decorada con la técnica de cerámica de figuras rojas, de estilo ateniense, aproximadamente entre el 420 y el 410 a. C.
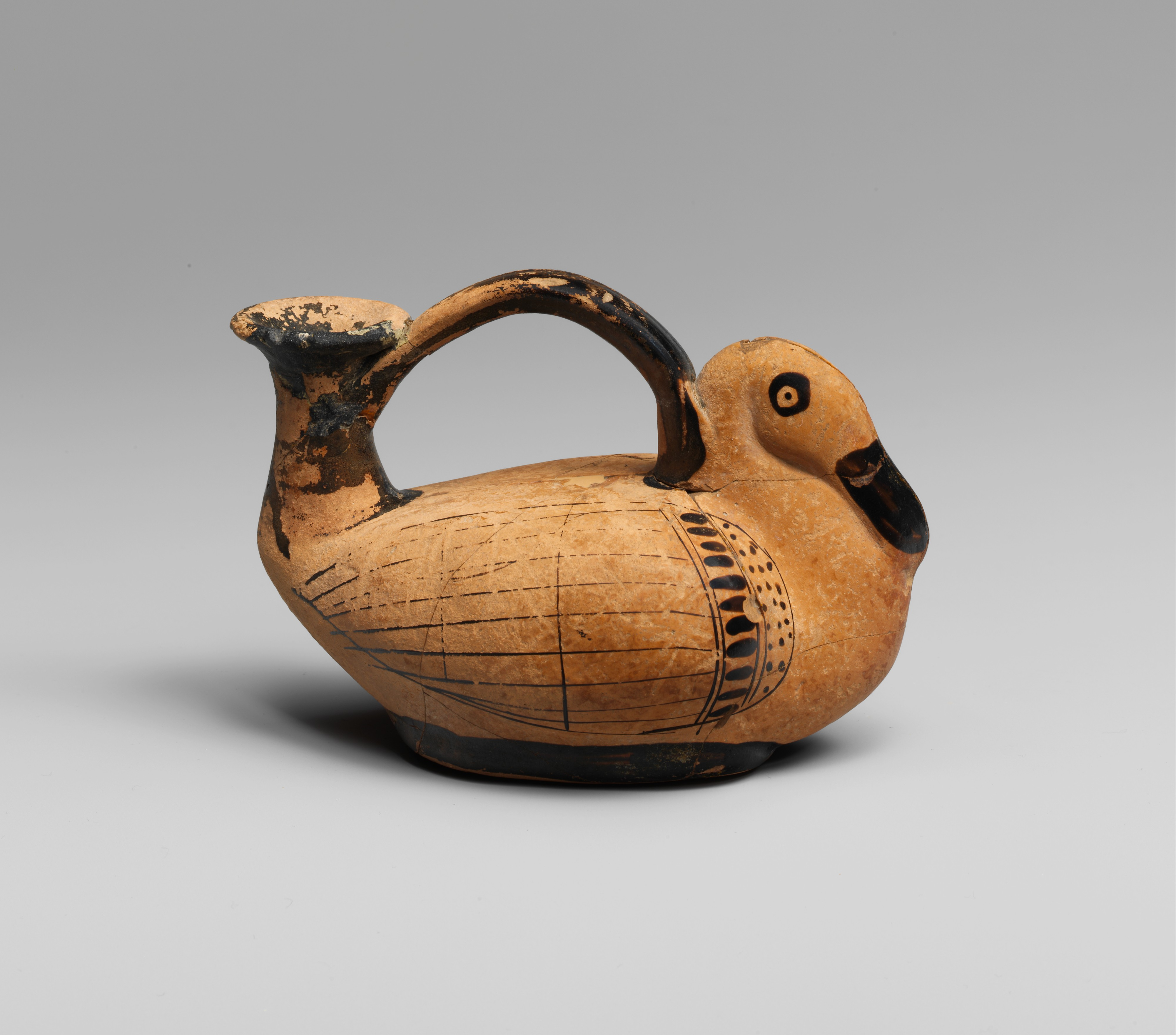
Ascos en forma de pato de estilo ático, Un askos en forma de pato de estilo ático, siglo V a.C.
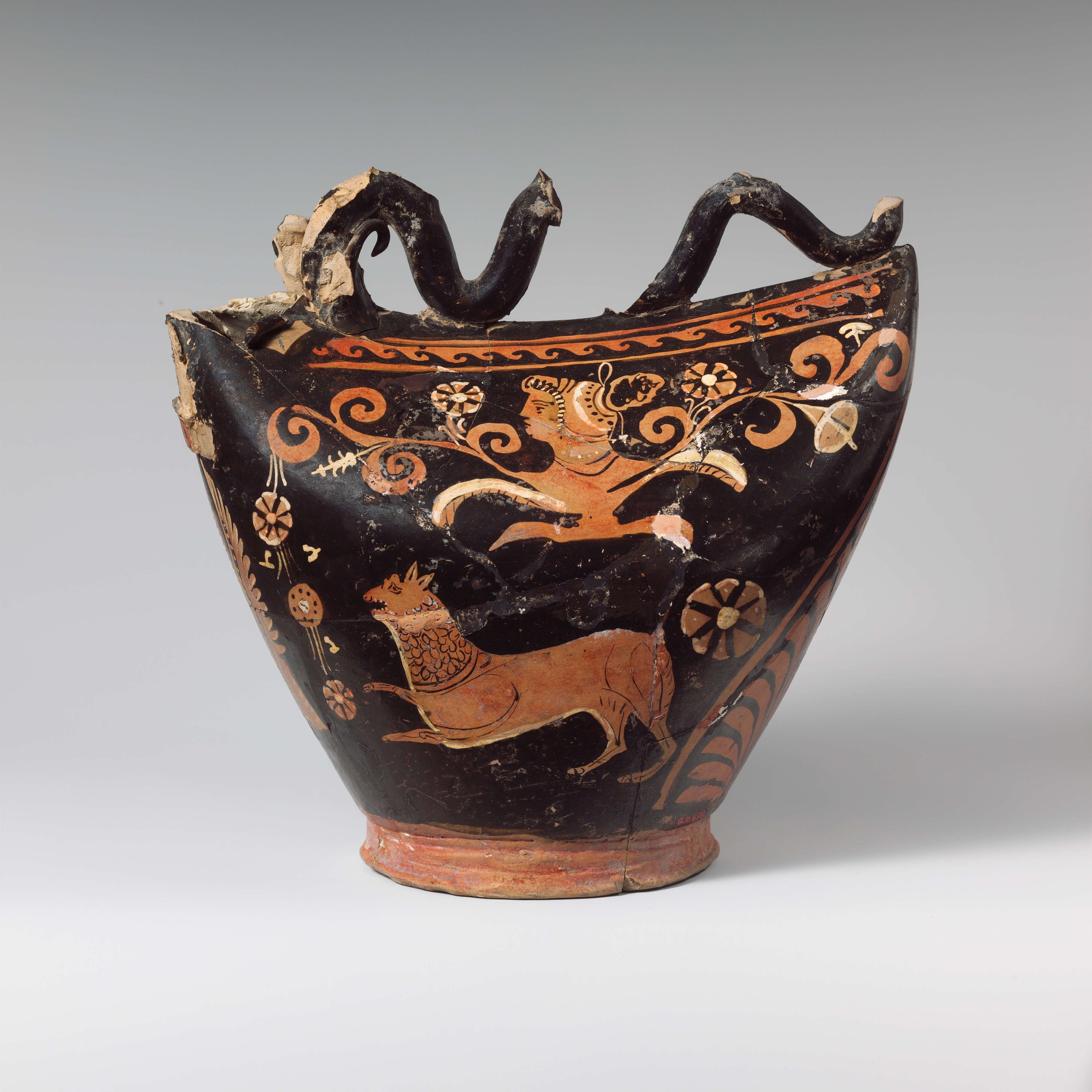
Ascos apulio, aproximadamente del año 300 a. C.
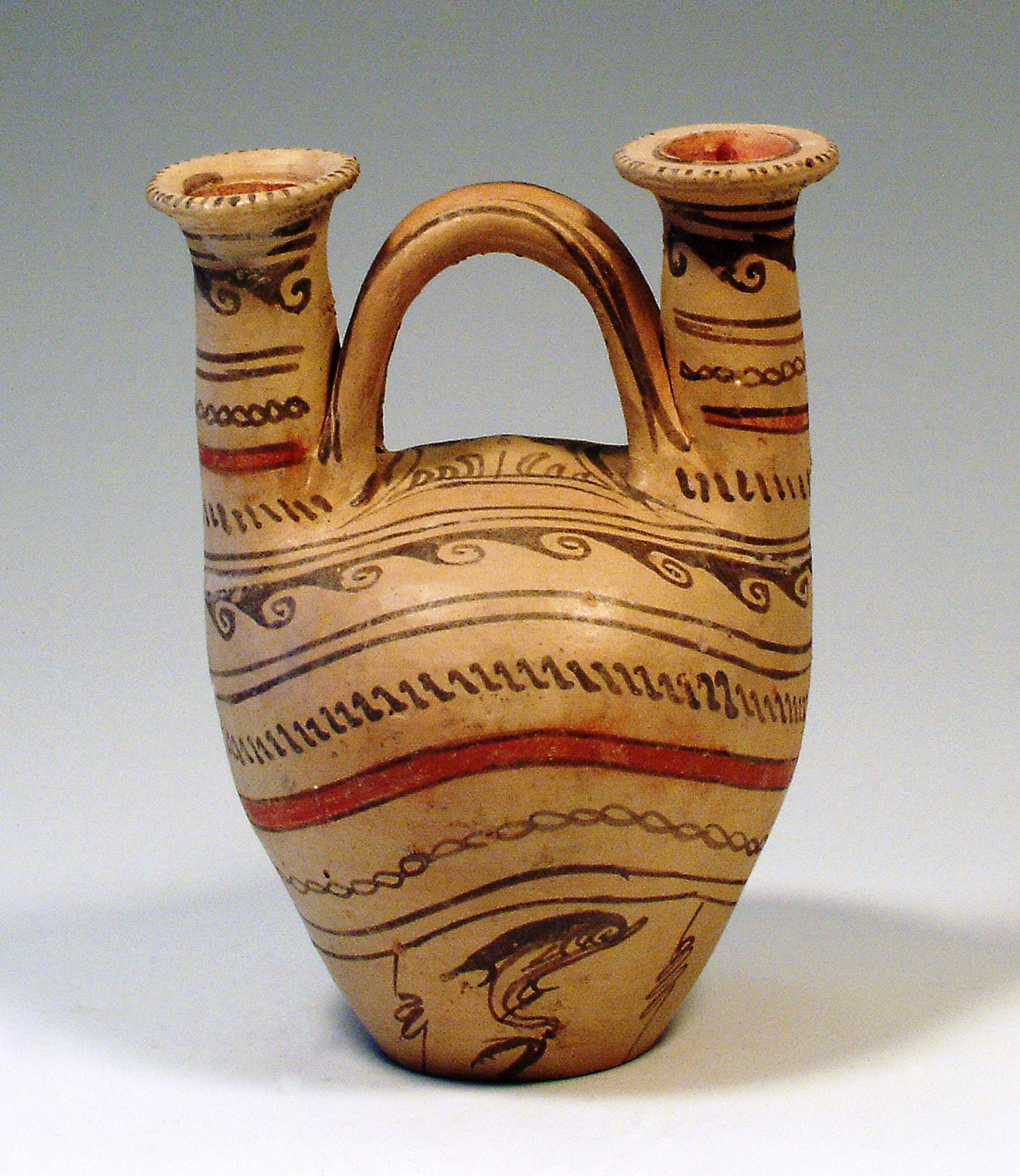
Ascos daunio, siglo II a. C.
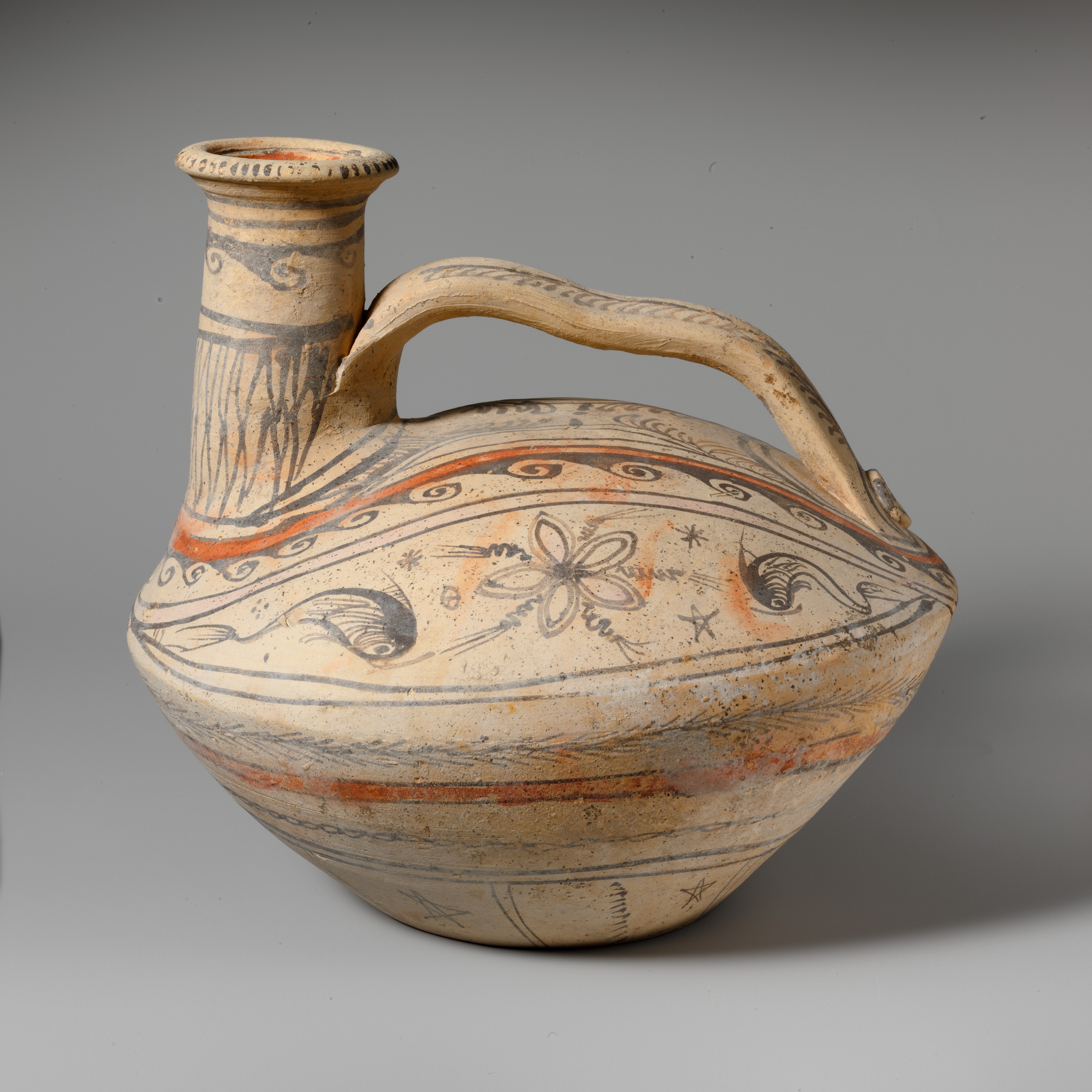
Ascos daunio, siglo II a. C.